# ダーリン (Mrs. GREEN APPLEの曲)
「ダーリン」は、日本のロックバンド・Mrs. GREEN APPLEの楽曲。2025年1月20日にユニバーサルミュージック内のレーベル・EMI Recordsより配信限定シングルとしてリリースされた。

## 背景・リリース
2024年5月15日、Mrs. GREEN APPLEが2024年の『18祭』テーマソングを担当することが発表された。12月11日には、本楽曲のタイトルが「ダーリン」であることが発表された。12月25日、特別番組がNHK総合にて放送され、番組内で本楽曲を初パフォーマンスした。
2025年1月13日、本楽曲が同月20日に配信シングルとしてリリースされることが発表された。前作「ビターバカンス」から約2か月ぶりのリリースと習う。また同日『Mrs. GREEN APPLE 18祭』でのパフォーマンス映像が、NHKの公式YouTubeチャンネルにて公開された。

## ミュージックビデオ
1月20日21時、本楽曲のミュージックビデオが公式YouTubeチャンネルにて公開された。無数の花火やろうそくによって、心の中に潜む本音や葛藤、希望が表現された作品となっている。ミュージックビデオは、公開から9時間で100万回再生を突破した。
2月19日には、キーボード・藤澤涼架が、本楽曲をグランドピアノで演奏した「藤澤涼架がダーリン弾いてみた」が、公式YouTubeチャンネルにて公開された。4月10日には、本楽曲のリリックビデオが公開された。

## 収録内容
| 全作詞・作曲: 大森元貴。 |                                            |           |            |                  |                        |      |
| #                        | タイトル                                   | 作詞      | 作曲・編曲 | 編曲             | 備考                   | 時間 |
| 1.                       | 「ダーリン」                               | 大森元貴  | 大森元貴   | 伊藤賢, 大森元貴 |                        | 4:41 |
| 2.                       | 「ダーリン 〜18祭Ver.〜 (Live)」           | 大森元貴  | 大森元貴   | 伊藤賢, 大森元貴 | 合唱アレンジ：田中雪子 | 4:44 |
| 3.                       | 「ダーリン Off Vocal」                     | 大森元貴  | 大森元貴   | 伊藤賢, 大森元貴 |                        | 4:41 |
| 4.                       | 「ダーリン 〜18祭Ver.〜 Off Vocal (Live)」 | 大森元貴  | 大森元貴   | 伊藤賢, 大森元貴 |                        | 4:43 |
| 5.                       | 「ダーリン Instrumental」                  | 大森元貴  | 大森元貴   | 伊藤賢, 大森元貴 |                        | 4:37 |
| 合計時間:                | 合計時間:                                  | 合計時間: | 合計時間:  | 23:26            |                        |      |

## テレビ披露
| 番組名                   | 放送局         | 放送日         | 備考                                                              |
| ------------------------ | -------------- | -------------- | ----------------------------------------------------------------- |
| Mrs. GREEN APPLE 18祭    | NHK総合        | 2024年12月25日 | テレビ初披露。1000人の18歳世代とパフォーマンスした。              |
| ミュージックステーション | テレビ朝日系列 | 2025年1月24日  | リリース後初披露。フルサイズでの披露。                            |
| CDTV ライブ! ライブ!     | TBS系列        | 2025年1月27日  | 「ダーリン」「ビターバカンス」の全2曲を披露。フルサイズでの披露。 |
| MUSIC AWARDS JAPAN 2025  | NHK総合        | 2025年5月22日  | 授賞式会場のロームシアター京都内で生披露。フルサイズでの披露。    |